# Paniken 1837

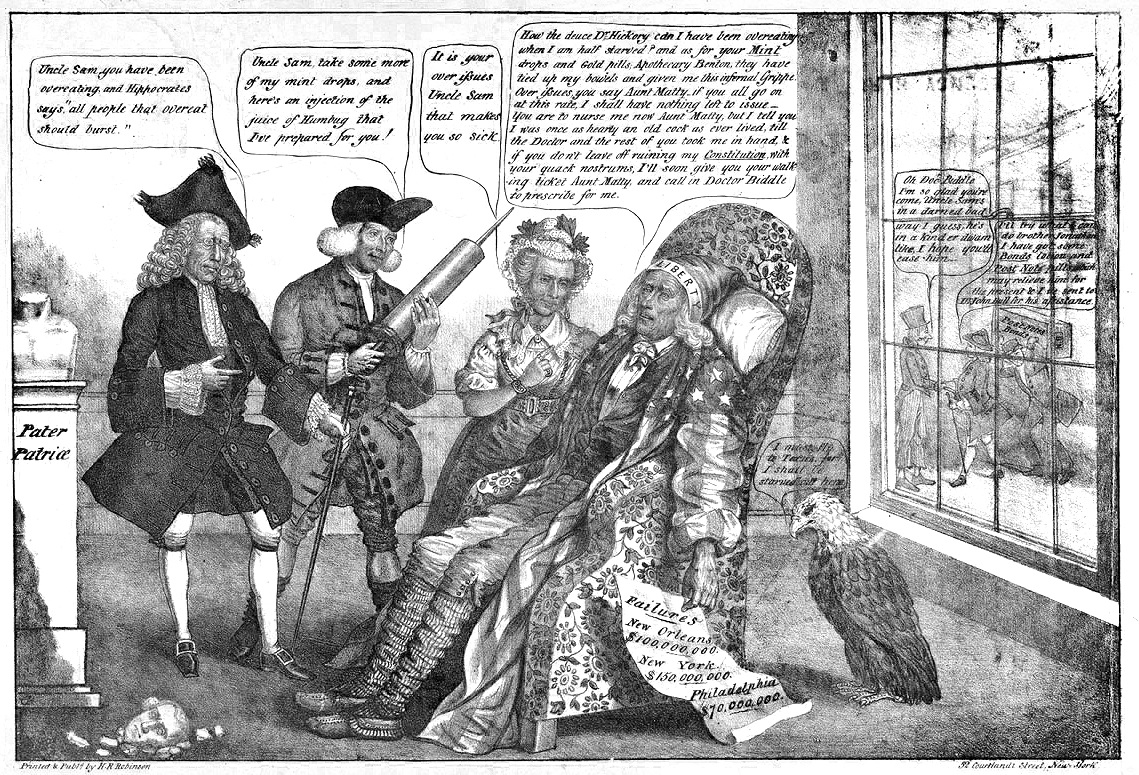
Satir som ger Martin Van Buren och hans företrädare skulden för finansbubblan.

Paniken 1837, även 1837 års panik, var en finansiell kris som ledde till en stark ekonomisk nedgång som varade till mitten av 1840-talet. Paniken utlöstes av en finansbubbla som sprack efter flera år av ekonomisk expansion, men som också hade starka inslag spekulationer och osäkra lån. Bland annat kostade ett amerikanskt tunnland mark i Chicago 800 dollar 1830, 327 000 dollar 1836, för att sedan rasa till 38 000 dollar 1840.
Den ekonomiska expansionen hade sin grund i att priserna på jordbruksprodukter, särskilt bomull och slavar ökade kraftigt. Det ledde till investeringar i infrastruktur som snabbt blev lönsamma och detta drev upp markpriserna. När Bank of England höjde räntan för att kompensera en ökad import av jordbruksprodukter, på grund av vetebrist, blev New Yorks banker tvungna att följa efter. Samtidigt rasade bomullspriserna, de sjönk 25 procent från februari till mars 1836 och USA:s ekonomi var starkt knuten till jordbruksprodukter i allmänhet och bomull i synnerhet. Bankerna såg över sina krediter, försvårade utlåning och krävde tillbaka lån vilket ledde till att investeringarna rasade i värde och banker gick i konkurs. Affärer och investeringar stoppades tusentals människor förlorade sina arbeten. På vissa håll var arbetslösheten 25%.
President Martin Van Buren installerades våren 1837 och han fick bära en stor del av skulden i allmänhetens ögon, vilket ledde till att han fick öknamnet "Van Ruin". Han hade inte suttit många veckor när krisen blev ett faktum och han hade begränsade möjligheter, men han ansåg heller inte att regeringen skulle blanda sig i privat sektor. Recessionen var direkt avgörande för att Van Buren skulle förlora följande val till William Henry Harrison.